# Brooksville (Florida)
Brooksville è un comune degli Stati Uniti d'America, situato in Florida, nella contea di Hernando, della quale è anche il capoluogo.